# Horseshoe Lake Wild Forest
La Horseshoe Lake Wild Forest est une réserve forestière américaine située dans les comtés de Franklin et de Saint Lawrence, dans l'État de New York. Elle fait partie du parc Adirondack, dans les Adirondacks.